# ناتان براون (دوچرخه‌سوار)
ناتان براون (اسپانیایی: Nathan Brown‎؛ زادهٔ ۷ ژوئیهٔ ۱۹۹۱) دوچرخه‌سوار اهل ایالات متحده آمریکا است.
از باشگاه‌هایی که در آن رکاب زده‌است می‌توان به کنندیل–دراپاک اشاره کرد.